# Slaget vid Bibracte

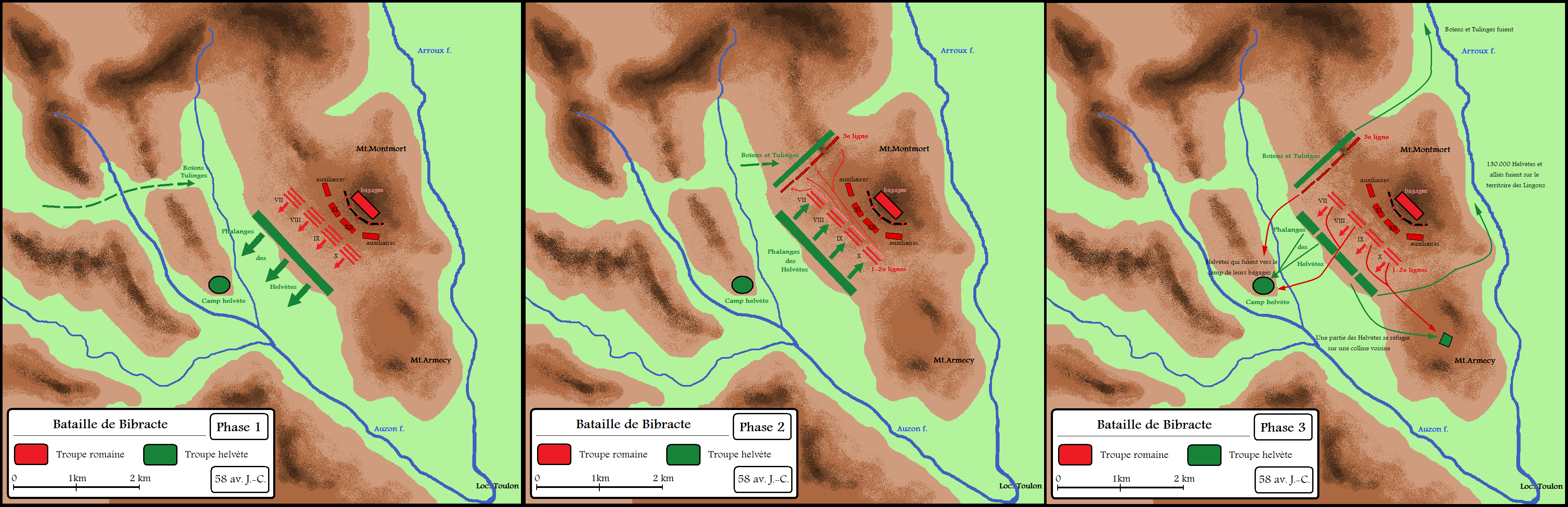
Trestegsskildring av slaget vid Bibracte.

Slaget vid Bibracte var ett fältslag som ägde rum år 58 f.Kr. mellan helvetierna och  romerska republikens legioner under ledning av Julius Caesar.

## Före slaget
År 58 f.Kr. beslöt sig Caesar för att starta fullt krig mot helvetierna i Gallien. Skälet han angav i sina Commentarii var att helvetierna tänkte bege sig till santonernas land. Om dessa planer skulle sättas i verket, stod det klart att det skulle hota provinsen, som även var fientligt sinnad mot Rom. Nybyggarnas intrång skulle ha rubbat den rådande balansen där en kombination av romersk diplomati och militärmakt hade skapat säkerheten hos provinsen.
| ”                              | Efter att ha överlåtit ansvaret för befästningarna vid Rhône till sin närmsta man Libienus - förmodligen ännu ett tecken på att helvetierna färdas i många separata grupper och att det tog tid för en så utspridd skara människor, djur och vagnar att byta färdriktning - begav han sig skyndsamt till sina huvudstyrkor i Aqueileia. | „ |
| – Commentarii de Bello Gallico | |   |

I Aqueilia värvade han två nya legioner, som komplement till de tre som han redan hade vid Rhône. Caesar hade egentligen ingen rätt att rekrytera nya legioner. Det fick en ståthållare endast göra på senatens uppmaningar, men det hade aldrig hindrat Caesar från att uträtta saker utan en specifik befogenhet. Han tvivlade aldrig på att han visste vad som låg i Roms och provinsernas intresse. Han förlitade sig på sin egen förmåga att få allt att fungera. Eftersom det inte var senaten som beslutade om de nya legionerna kunde de inte heller avlönas av statskassan, han fick då lösa det genom finansiering via de skatter han fick in av provinsinvånarna och de eventuella vinster som krigen kunde ge.
Man tror att majoriteten av legionerna inte bestod av romare utan de nya enheterna kom från Gallia Cisalpina. Tidigare hade Caesar kämpat för att invånarna i legionen skulle få medborgerliga rättigheter men som ståthållare behandlade han dem konsekvent och som om de redan var romerska medborgare. Detta är bara ett exempel på denna medvetna politik från Caesars sida.
Totalt hade han nu sex legioner, som sammanlagt bildade en här på ungefär 25 000–30 000 män. Han hade även ett allierat kavalleri som snart skulle ge honom ytterligare 4 000 man och beväpnade infanteristyrkor till sitt förfogande. Härens försörjning är något av det viktigaste för varje fältherre att ombesörja, och i Caesars fall hade kriget mot helvetierna kommit så överraskande att han inte hunnit samla allt de behövde i passande förråd runt om i Gallia Transalpina. Eftersom det fortfarande var vår så skulle inte skördarna mogna på flera månader i Gallia så de kunde inte räkna med att kunna leva på det som fanns i trakterna där de passerade.
Han uppmanade därför Roms allierade att samla in spannmål till Caesars trupper. Under tiden hade helvetierna tagit sig in i headuernas gränsområden. Utvandrarna hade där tagit säd och annat för att kunna försörja sina soldater. Representanter kom nu och klagade hos Caesar, de sade att headuerna alltid hade visat god lojalitet mot Rom och att de inte borde låta detta hända dem. För romarna var detta ett solklart skäl till anfall.
År 107 f.Kr. åkte Rom på ett svidande nederlag, de blev överrumplade av Tigurinerna utan förvarning. Caesar skriver i sin Commentarii att han av personliga skäl ville hämnas på dem eftersom farfadern till hans svärfar Calpurnius Piso hade stupat i slaget. Som hämnd beslutade Caesar att de i gryningen skulle göra ett överraskningsanfall. Resultatet av anfallet blev inte någon stor strid utan snarare en massaker. Många dödades och resten skingrades eller togs som slavar. Stammen erbjöd sig att slå sig ner där Caesar ville ha dem och de svor att de alltid skulle hålla fred med Rom. Men de varnade även romarna, de menade att dessa inte skulle underskatta deras militära styrkor.

## Caesars fiasko

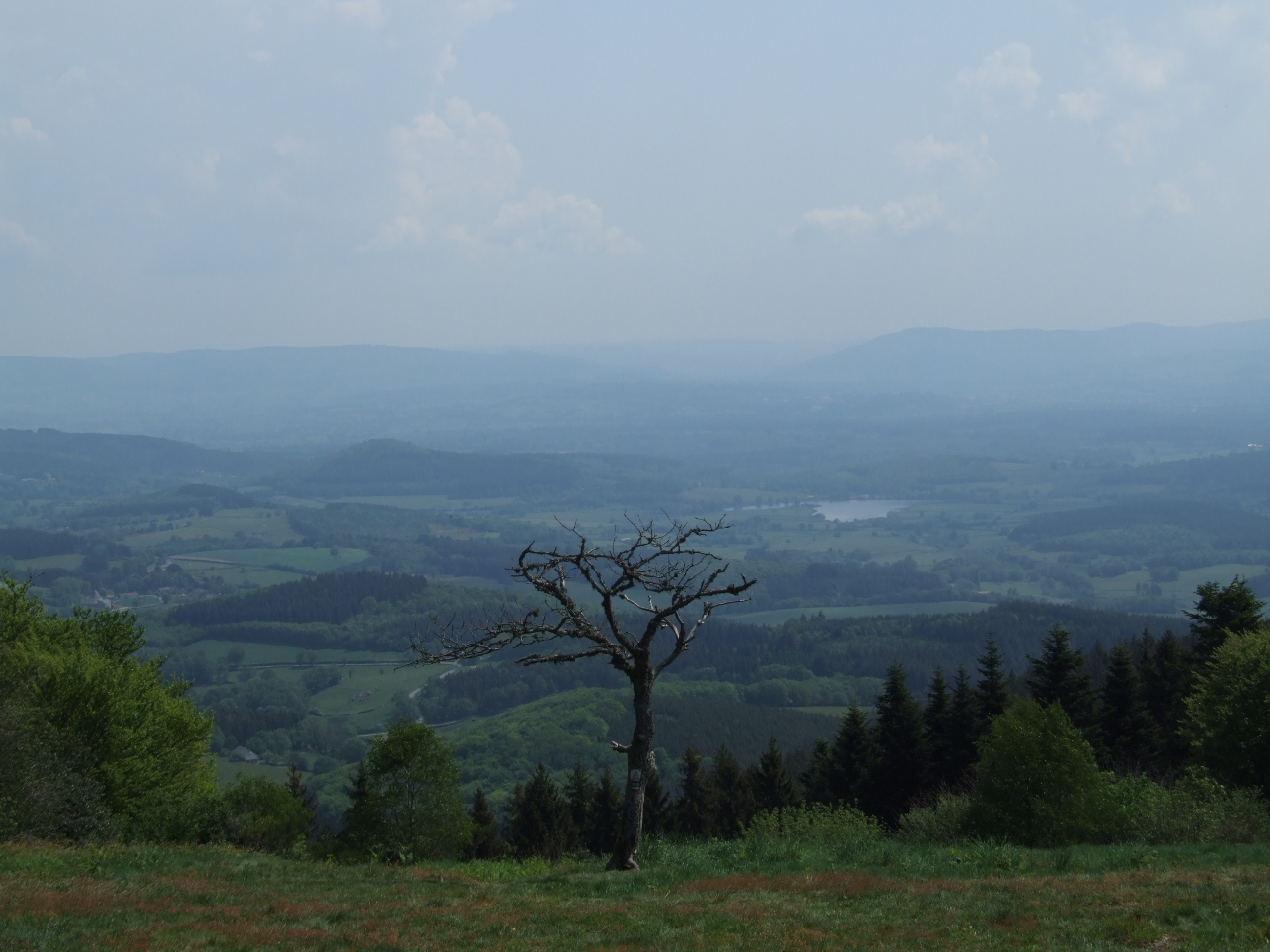
Panorama över Bibracte.

Caesars spanare bekräftade att helvetierna slagit läger cirka åtta romerska mil från den plats Caesar själv befann sig på. Han skickade då en ny spaningspatrull som skulle undersöka hur lätt det skulle bli att angripa fienden och de rapporterade att anfallet skulle bli okomplicerat. Caesar beslutade då att de skulle gå till anfall vid småtimmarna och hoppades på att han och hans legioner skulle överraska dem. Han visste dock att nattliga anfall var riskfyllda och att risken för förvirring och att enheter går vilse var betydligt större än mitt på ljusa dagen. Och det var precis vad som hände, Considius kom till Caesar med rapporten att det inte alls låg till som de hade trott. Den andra anfallsklanen hade aldrig nått sitt mål. Caesar beordrade i stället kolonnen att dra sig tillbaka till en närbelägen ås, där han formerade dem i slagordning i väntan på kommande anfall.
Tiden gick och helvetierna återupptog sin färd, fortfarande omedvetna om den romerska arméns närvaro. Den försvunna klanen hittade till slut tillbaka till Caesar. Och under återstoden av dagen följde Caesar efter helvetienerna. På kvällen slog de läger fem kilometer ifrån dem. För Caesar var detta ett pinsamt fiasko men planen hade kunnat resultera i en katastrof om helvetierna hade uppfattat situationen och gått till anfall.
Caesar fortsatte förföljelsen, men situationen blev allt mer komplicerad. Spannmålsransonerna skull snart delas ut, men de hade inget förråd att ta dem ur. Han beslutade därför att för tillfället ge upp jakten på helvetierna och ge sig av mot Bibracte där han tänkte proviantera innan han tog upp jakten på dem igen.

## Slaget vid Bibracte
Här kan vi konstatera fälttågets vändpunkt, några galliska krigare ur Caesars trupper deserterade och red ifatt fienden och talade om hur romarna skulle dra sig tillbaka. Helvetierna tog detta som ett svaghetstecken och beslutade nu att gå till anfall. Snart blev de romerska eftertrupperna anfallna och Caesar skickade hela sitt kavalleri för att hjälpa dem. På en närbelägen kulle ställde han nu upp sina legioner. Han formerade som vanligt varje legion i tredubbel slaglinje. Längre upp på slaglinjen placerade han de sista två legionerna tillsammans med understödsinfanteriet. I Caesars skrifter uppger han inte hur många fiendesoldater han stod inför, men helvetiernas villighet att gå till anfall torde tyda på att de två sidorna var någorlunda jämnstora.
När Helvetierna var tillräckligt nära, kanske 10–15 meter bort, kastade legionerna sina pila, de tunga kastspjuten. En del krigare blev dödade eller sårade medan andra tvingades släppa sina sköldar som tyngdes ner av spjuten. Angriparna kom av sig och romarna tog sin chans, de drog sina svärd och rusade med full kraft mot fienden. Helvetierna kämpade länge innan de slutligen gav vika och retirerade ner mot slätten. Romarna följde efter, men ställdes då inför ännu ett hot. En ny gallisk kontingent på 15 000 man anföll deras oskyddade högerflank. Striden blev hård och fortsatte långt in efter mörkrets inbrott, men efter chocken av de nya styrkornas ankomst kunde romarna till sist ändå sakta men säkert avancera. Romarna gjorde en frontförändring och anföll nu från två olika håll, vilket resulterade i en total seger. De stannade kvar på slagplatsen i tre dagar för att ta hand om de sårade och begrava de döda, Caesar tog alltså inte upp jakten efter helvetierna direkt. Han lade stor vikt på att visa omsorg om de döda och sårade, vilket var mycket viktigt för förtroendet mellan hären och befälhavaren. Han skickade i stället sändebud till lingonernas hövdingar och varnade dem för att hjälpa helvetierna om de inte själva ville bli behandlade som fiender.

## Efter slaget
Efter tre dagar återupptog han jakten på fienden, och snart möttes han av en skara helvetier som erbjöd kapitulation. Han krävde gisslan och fick den. Därefter fick helvetierna order om att återvända till sina hemländer och bosätta sig på nytt. Caesars provins fick i uppdrag att förse de hemvändande stammarna med spannmål tills den dagen de hade hunnit bygga upp sina nedbrända byar och kunde börja bruka sin jord igen. Stabiliteten i Gallia Transalpina var återställd. Kostnaden i människoliv hade blivit mycket hög. Caesar uppger avslutningsvis att av de 368 000 människor som fanns i helvetiernas förteckningar var det endast omkring 110 000 som återvände hem.
I Caesars commentarii använder han ofta ordet pacere som betyder ”bringa till fred” och som beskriver alla människor som vägrat böja sig inför Roms auktoritet. Ur romarnas perspektiv hade områdena i norr åter fått fred.